# Enkeltkunstnermuseum
Et enkeltkunstnermuseum eller kunstnermuseum er et kunstmuseum der er dedikeret til udstilling af en bestemt kunstners værker. Et enkeltkunstnermuseum kan også rumme kunstnerens egen kunstsamling og værker af nærtstående kunstnere. 

## Danske enkeltkunstnermuseer
- Drachmanns Hus
- Jens Søndergaards Museum
- J.F. Willumsens Museum
- Johannes Larsen Museet
- Kirsten Kjærs Museum
- Mølsteds Museum
- Oluf Høst Museet
- Skovgaard Museet
- Rudolph Tegners Museum og Statuepark
- Thorvaldsens Museum

### To kunstnere
- Anchers Hus (Anna og Michael Ancher)
- Bundgaards Museum (Anders Bundgaard og Carl Johan Bonnesen)
- Jens Nielsen & Olivia Holm-Møller Museet
- Johannes Larsen Museet (Alhed og Johannes Larsen)

## Udenlandske enkeltkunstnermuseer
Denne liste er ufuldstændig; hjælp gerne med at udfylde den.
- Andy Warhol Museum of Modern Art
- Magritte Museum
- Munchmuseet
- Nolde-Museet
- Rembrandt-museet
- Salvador Dali Museum (Dali-museer)
- The Andy Warhol Museum
- Van Gogh-museet